# Leon Wadham
Leon Wadham (* 1989 in Wellington) ist ein neuseeländischer Schauspieler.

## Leben
Wadham wurde 1989 in Wellington geboren und wuchs im dortigen Vorort Karori auf. Nach seinem Schulabschluss an der Karori Normal School besuchte er das Onslow College. Von 2009 bis 2011 studierte er an der Toi Whakaari: NZ Drama School. Er beendete sein Studium mit einem Bachelor of Arts in Performing Arts (Acting). In seinem letzten Ausbildungsjahr erhielt er den Museum Art Hotel Scholarship Award. Seit 2023 lebt er in London.
2001 gab Wadham sein Fernsehschauspieldebüt, als er in einer Episode der Fernsehserie Dark Knight mitwirkte. 2009 spielte er in der Filmproduktion Under the Mountain mit. Nach mehreren Rollenbesetzungen in verschiedenen Kurzfilmproduktionen spielte er in 13 Episoden der Fernsehserie Go Girls die Rolle des Levi Hirsh. Eine größere Rolle spielte er mit der Rolle des Paul Lineham 2014 im Fernsehfilm Pirates of the Airwaves. Es folgten Episodenrollen in den Fernsehserien Brokenwood – Mord in Neuseeland, Power Rangers Beast Morphers und Das römische Reich. 2019 stellte er in fünf Episoden der Fernsehserie The Bad Seed des Matt Logan dar. Seit 2022 verkörpert er in der Fernsehserie Der Herr der Ringe: Die Ringe der Macht die Rolle des Kemen.

## Filmografie (Auswahl)
- 2001: Dark Knight (Fernsehserie, Episode 2x05)
- 2008: Jack & Jill (Kurzfilm)
- 2009: Under the Mountain
- 2009: Monkeys Don’t Mix (Kurzfilm)
- 2012: A Bend in the Road (Kurzfilm)
- 2012: The Catch (Kurzfilm)
- 2013: Shopping
- 2013: Blankets (Kurzfilm)
- 2013: Go Girls (Fernsehserie, 13 Episoden)
- 2014: Pirates of the Airwaves (Fernsehfilm)
- 2015: When We Go to War (Miniserie)
- 2016: Terry Teo (Fernsehserie, Episode 1x04)
- 2017: Pork Pie
- 2017: Why Does Love? (Fernsehfilm)
- 2018: Brokenwood – Mord in Neuseeland (The Brokenwood Mysteries, Fernsehserie, Episode 5x02)
- 2019: Power Rangers Beast Morphers (Fernsehserie, Episode 1x01)
- 2019: Das römische Reich (Roman Empire, Fernsehserie, Episode 3x02)
- 2019: The Bad Seed (Fernsehserie, 5 Episoden)
- 2020: Weirdoes
- seit 2022: Der Herr der Ringe: Die Ringe der Macht (The Lord of the Rings: The Rings of Power, Fernsehserie)

## Theater (Auswahl)
- 2000: Nuncrackers
- 2001: Rush, Capital Theatre Productions
- 2007: The Cape, Circa Theatre
- 2007: The Henchmen, Young and Hungry
- 2007: Brain Power, Out of Bounds
- 2012: Tribes, Silo Theatre / Q Theatre, Auckland
- 2013: Lord of the Flies,  Auckland Theatre Company / Maidment Theatre
- 2018: Giddy, Basement Theatre